# Заєць Володимир Аполлінарійович
Володимир Аполлінарійович Заєць (9 вересня 1949, с. Велика Бугаївка Васильківського р-ну Київської області — 20 грудня 2002, Ємен) — радянський та український письменник-фантаст.

## Життєпис
Народився в сім'ї службовців. Закінчив Київський медичний інститут (1972) за спеціальністю педіатрія. Працював лікарем-педіатром у Вишгородському центрі швидкої допомоги. Член КПРС.
Літературний шлях розпочав з гуморески, яку приніс до редакції журналу «Перець» 1972 року. Перша науково-фантастична — повість «Были старого космогатора» (1978, російською). Писав російською та українською мовами. Член Спілки письменників СРСР з 1987 р. Був членом Ради Клубу любителя фантастики України. Мешкав у Києві.
Останні роки працював лікарем у Ємені. Загинув там 20 грудня 2002 року за нез'ясованих обставин. Офіційна версія — отруєння метиловим спиртом. Похований у березні 2003-го в Києві.

## Твори

### Книги
- 1984 — Машина забуття

### Збірки оповідань
- 1986 — Темпонавти

### Повісті
- 1985 — Город, которого не было (укр. Місто, якого не було)
- 1987 — Земля не обетованная (укр. Земля не обетованна)
- 1990 — Гипсовая судорога (укр. Гіпсова судома)
- 1991 — Тяжелые тени (укр. Важкі тіні)
Фантастична повість, оповідання.— Київ: Радянський письменник,— 304с. ISBN 5-333-00447-1, 65000.

### Оповідання
- 1988 — Світове зло (збірка «Ризиконавти»)

Упорядник збірника «Пригоди, подорожі, фантастика-90» (1990).